# Ольховский сельсовет (Курская область)
Ольхо́вский сельсовет — муниципальное образование со статусом сельского поселения в Хомутовском районе Курской области Российской Федерации.
Административный центр — село Ольховка.

## История
Статус и границы сельсовета установлены Законом Курской области от 21 октября 2004 года № 48-ЗКО «О муниципальных образованиях Курской области».
Законом Курской области от 26 апреля 2010 года № 26-ЗКО в состав сельсовета включены населённые пункты упразднённых Надейского, Большеалешнянского и Нижнечупахинского сельсоветов.

## Население
| 2002 | 2010  | 2012 | 2013 | 2014 | 2015 | 2016 |
| ---- | ----- | ---- | ---- | ---- | ---- | ---- |
| 806  | ↗1034 | ↘962 | ↘906 | ↘865 | ↘826 | ↘778 |
| 2017 | 2018  | 2019 | 2020 | 2021 |      |      |
| ↘742 | ↘722  | ↘675 | ↘668 | ↘664 |      |      |

## Состав сельского поселения
| №  | Населённый пункт | Тип населённого пункта       | Население |
| -- | ---------------- | ---------------------------- | --------- |
| 1  | Алтуховка        | хутор                        | ↘0        |
| 2  | Большая Алешня   | деревня                      | ↘83       |
| 3  | Борщевка         | деревня                      | ↘3        |
| 4  | Верхний Воронок  | деревня                      | ↘14       |
| 5  | Верхняя Туранка  | деревня                      | ↘22       |
| 6  | Верхняя Чупахина | деревня                      | ↘5        |
| 7  | Вечерняя Заря    | деревня                      | ↘0        |
| 8  | Волокитино       | деревня                      | ↘17       |
| 9  | Вяженка          | деревня                      | ↘6        |
| 10 | Красная Поляна   | деревня                      | ↘99       |
| 11 | Ладыгина         | деревня                      | ↘1        |
| 12 | Малая Алешня     | деревня                      | →7        |
| 13 | Манино           | деревня                      | ↘0        |
| 14 | Надейка          | село                         | ↘180      |
| 15 | Нижнее Чупахино  | село                         | ↘67       |
| 16 | Нижний Воронок   | деревня                      | ↘6        |
| 17 | Нижняя Туранка   | деревня                      | ↘40       |
| 18 | Ольховка         | село, административный центр | ↘423      |
| 19 | Переезд          | хутор                        | ↘0        |
| 20 | Ровное           | посёлок                      | ↘5        |
| 21 | Родионовка       | деревня                      | ↘5        |
| 22 | Серовка          | деревня                      | ↘5        |
| 23 | Ульяновка        | деревня                      | ↘7        |
| 24 | Цуканов          | хутор                        | ↘21       |
| 25 | Чубаровка        | деревня                      | ↗18       |